# Битва при Сочиберне
Битва при Сочиберне (англ. Sauchieburn; 11 июня 1488 года) — ключевое сражение периода гражданских войн в Шотландии в конце правления короля Якова III.

## Военные действия перед сражением
В 1488 году в Шотландии вспыхнуло восстание баронов южных регионов, пограничных с Англией, недовольных про-английской политикой короля Якова III и его репрессиями в отношении магнатов. Возглавил восставших старший сын короля Яков, герцог Ротсей. Фактическими лидерами движения, однако, были представители южно-шотландских родов Хьюмов и Хепбернов. Мятежники заняли Линлитгоу, сделав этот город своей базой. На стороне короля Якова III находились, в основном, магнаты северной части страны. В июне 1488 года королевская армия двинулась через Перт и Стерлинг на Линлитгоу. Чуть южнее Стерлинга, примерно на месте знаменитой битвы при Бэннокберне, путь Якову III преградили отряды принца.

## Позиции сторон
Центральный отряд королевской армии возглавлял сам Яков III, фланги прикрывали отряды северных баронов, а в авангарде находились горцы во главе с графами Атоллом и Хантли. Армия принца включала в себя отряды из шотландского пограничья, Лотиана, Галлоуэя и Аннандейла. Передовым батальоном командовали Хьюмы и Хепберны.

## Ход битвы
Принц поднял королевский штандарт, выражая тем самым свои претензии на корону и пытаясь внушить неуверенность роялистам, находившимся на стороне противника. Это произвело сильное впечатление на Якова III, которому ещё много лет назад было предсказано, что он погибнет от руки близкого родственника. Король в спешке покинул поле боя. В развернувшемся сражении верх, со значительным трудом, одержала армия принца. Королевские войска были разбиты и бежали в Стерлинг. Яков III, покинутый своими сторонниками, в одиночку пытался пробраться к побережью, но был убит неизвестным рыцарем. По преданию, король упал с лошади и был неузнанным доставлен в деревенский дом, а, когда к раненому вызвали священника, тот оказался переодетым сторонником принца и заколол короля.

## Значение сражения при Сочиберне
В результате битвы при Сочиберне на престол Шотландии взошёл Яков IV, первый король эпохи Возрождения.